# Vallée de Fetu-ao
Fetu-ao Vallis
La vallée de Fetu-ao (désignation internationale : Fetu-ao Vallis) est une vallée située sur Vénus dans le quadrangle de Godiva. Elle a été nommée en référence au nom samoan de la planète Vénus.